# Sceleocantha cuneata
Sceleocantha cuneata là một loài bọ cánh cứng trong họ Cerambycidae.